# 魯氏錦魚
魯氏錦魚，為輻鰭魚綱鱸形目隆頭魚亞目隆頭魚科的其中一種，分布於西印度洋的紅海海域，體長可達20公分，棲息在臨海礁坡，生活習性不明，可做為觀賞魚。